# Ratpenat groc de Genoways
El ratpenat groc de Genoways (Rhogeessa genowaysi) és una espècie de ratpenat de la família dels vespertiliònids, que viu a l'estat de Chiapas, a Mèxic.
Es tracta d'una espècie endèmica i de distribució molt restringida. A més, hi ha poca informació sobre l'estat de les seves poblacions i la seva reproducció, característiques que fan que estigui subjecta a una protecció especial.

## Descripció
El tracta d'un ratpenat petit que presenta un rostre simple i sense ornaments, té les orelles curtes i arrodonides i un trague llarg i prim que acaba en punta. La part dorsal del cos presenta un color ocre fosc, amb els pèls grocs a la base i l'extrem de color cafè, mentre que els pèls de la part ventral són de color groc o crema. El pèl és curt i suau. La cua és llarga i s'estén fins a l'extrem de l'uropatagi, el qual està gairebé nuu a la part dorsal i només presenta pèl a la base. El rostre i les orelles són de color cafè fosc o negre, mentre que les membranes són completament negres.
Rhogeessa genowaysi se diferencia de Rhogeesa tumida, espècie simpàtrica, pel nombre de cromosomes (2n = 42 en lloc de 2n = 34). Un altre tret diferencial és que presenta orelles més curtes (< 12 mm), tot i que es produeix un solapament en el interval d'11 a 12 mm. La longitud del cos varia de 41 a 49 mm, amb una longitud de l'orella d'11 a 14 mm i una longitud de l'avantbraç d'entre 25 i 33 mm. El seu pes aproximat és de 5 grams. Respecte a les mides cranials, de mitjana les femelles són més grosses que els mascles, amb una longitud del crani de 13,45 mm enfront de 12,86 mm. La seva dentadura té la següent formula: {\displaystyle {\tfrac {1.1.1.3}{3.1.2.3}}\times 2=30}.

## Hàbitat i distribució

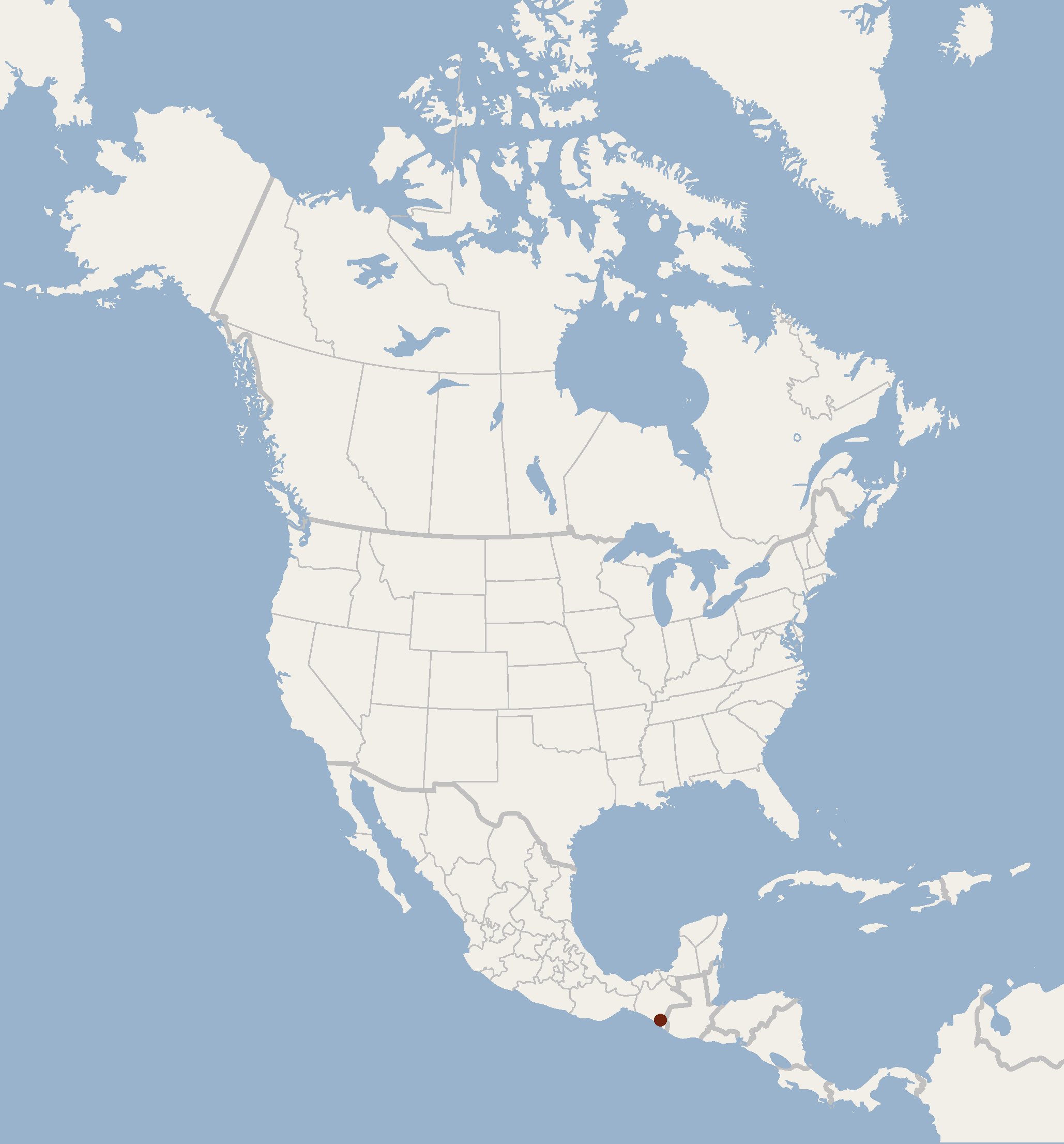
Àrea de distribució

Es tracta d'una espècie endèmica de distribució molt restringida, que només es troba al vessant occidental de l'estat mexicà de Chiapas. Habita en boscos tropicals subcaducifolis de climes càlids i humits i en altituds properes al nivell del mar

## Reproducció
Tot i que no es disposa d'informació sobre la reproducció de l'espècie, els experts consideren que sent una espècie germana de l'espècie Rhogeessa tumida, els naixements podrien tenir lloc entre el maig el juny, a l'inici de la temporada de pluges, i que la maduresa sexual podria assolir-se al primer any d'edat.

## Conservació
Aquesta espècie no es troba subjecte a cap mena de captura per al seu comerç o cap altra activitat. No obstant això, és preocupant la pèrdua de d'hàbitat provocada pels incendis forestals, les activitats agrícoles i la contaminació de l'aigua deguda a l'ús de productes químics, fet que afecta a tota la cadena alimentària